# Ticketbis
Ticketbis（チケットビス）は、スペインに本社をおくTicketbis, S.L.（日本法人：チケットエクスペリエンス株式会社）が運営する、チケットの個人間売買および販売代理業務を行うインターネット上のプラットフォームである。

## 概説
Ticketbisは2009年12月に2人のスペイン人起業家Ander MichelenaとJon Uriarteによってスペインで設立された。ウェブサイトを通じてスポーツ、音楽、観劇など世界中のあらゆるイベントのチケットを売買することができる。
2015年9月現在、45カ国以上で利用が可能で、社員数は計300人以上にのぼり世界中に14のオフィスを構える。

## 会社概要

### 歴史
チケット2次流通市場は米国のStubhubが2000年よりパイオニアとなり、日本国外では5300億円以上の市場規模となっている。
2009年、創業者のMichelena氏とUriarte氏は二人の出身地であるスペイン北部ビルバオで同様のサービス展開をすることを決意した。当時ロンドンのモルガン・スタンレーに勤めていたが共に職を離れ完全に独立してサービスローンチに向けて動き出した。
当初創業者の二人は、ユーザーがどんな種類のスポーツや音楽などのイベントチケットでも売買できるようにと、プラットフォームの技術的な面の構築に注力、あらゆる個人間のチケット売買をオンライン上に移すことを目指した。最大の目的は、チケット売買をより透明性のあるものとし、路上で横行している不法なチケット売買をなくすことであった。

### ビジネスモデル
Ticketbisは、イベントに行けなくなってしまった個人と、何らかの理由でチケットを入手できなかった個人を接続し取引を可能にする、チケット売買プラットフォームを基にしている。チケットの価格は譲渡者が自由に設定し、Ticketbisは取引が安全に行くことを保証にした仲介手数料を徴収するビジネスモデルとなっている。
取引の保証は充実しており、チケットの譲渡者・購入者ともに全てのユーザーが保証を受けられる。万が一、何らかの理由により取引成立後に購入者の元にチケットが届かなかった場合やチケットが偽物だった場合は、購入者にはチケット代金の全額が返金され、譲渡者には罰則が与えられる。また、オークションとは違い価格は固定されており、偽物で詐欺にあう心配もなく安心して利用が可能である。

### ブランド
Fan to Fan Exchangeを掲げており、世界中のファンのハブとなっている。また、チケット2次流通市場をより透明性のあるものに変えることをミッションとしている。
近年は、ブランディングが事業戦略となりつつあり、スポーツ団体などとパートナーシップを結び、外国人向けに他言語・外貨でチケットを販売するチャネルとしてのサービスも提供している。チケット販売の仲介という枠を超えて、各国のインバウンドの観光客や外国人のイベント参加への窓口となりつつあり、エンターテインメントで日本の魅力を世界中に、世界のエンターテインメントをより身近なものにするサービスといえる。
現在までにパートナーシップを結んだ団体
- FC東京 [6]
- 北海道日本ハムファイターズ [7]
- オリックス・バファローズ [8]
- プレジデンツカップ [5]
- グローバル・キャザリング コリア [5]
- SMエンタテインメント [5]

### 資金
2009年、創業者の家族や友人、何人かのエンジェル投資家から約40万ユーロの資金を集め、初期費用に充てた。
2011年、100万ユーロを資金調達。OLXの共同設立者Fabrice Grindaをはじめ、テクノロジー系の起業家として著名な Eneko Knorr、Nicholas Churches、Alec Oxenford、José Marínなどが出資している。
翌2012年には、90万ユーロ、2013年7月には350万ユーロを追加で調達するなどし、現在、累計資金調達額が1100万ユーロを超えている。

### 成長
Ticketbisは急激な勢いで成長を遂げており、特にその国際展開には目を見張るものがある。2009年に初めての取引がバルセロナで成立後、2011年にヨーロッパ、中南米に進出を開始。2012年は全世界で計1250万ユーロの売上を達成した。
その後、毎年売上を倍増させ、2013年は2700万ユーロ、2014年は5400万ユーロとなっている。

#### 国際展開
創業初年度を黒字で終えると、Ticketbisはスペイン国内におけるチケット市場を牽引しはじめる。すぐに本格的に国際展開を始める。
2011年にイタリア、ポルトガル、イギリス、ブラジル、メキシコ、アルゼンチンの６ヶ国に進出。2012年はチリのみに終わるも、翌2013年はコロンビア、ペルー、ベネズエラ、ロシア、パラグアイ、ウルグアイ、ドイツなどに進出し、ヨーロッパと中南米の多くの国を網羅している。
2014年には、フランスに加え、日本や韓国など、アジアへも足を伸ばしはじめる。2015年9月時点で45ヶ国以上、14言語に対応している。

## 合法化とチケット再販市場の論争
Ticketbisはヨーロッパチケット再販組合の規定のもと設立された。さらに、本社のあるスペイン国内では、著名なメディアにより、シェアリングエコノミーとして認知されている。また、日本国内では、業界唯一の認可組織である日本チケット商協組合と業務提携をしている。
しかし、シェアリングエコノミーの形態に業界でのルール作りが追い付いておらず、より保守的な経済団体からはチケット2次流通市場の法を整備し直すようもとめる声も上がっている。
日本国内でも議論はさかんに行われており、再販売に一方的に批判的な意見が多い中、チケットの再販売のニーズや興行イベント主催側の構造的な問題点など本質が語られることは少ない。海外では、シェアリングエコノミーとしてのニーズがあり21世紀型のエンターテインメントとしてチケット再販市場が確立されつつある。特に、英国と米国は市場として進んでいることもあり、プレミアリーグやメジャーリーグのチームが公式に2次売買プラットフォームと業務提携するケースが少なくない。
このような議論は、シェアリングエコノミーという形態をとる国内外のビジネスでも散見される。Airbnb、Uber、メルカリなどのサービスは日本でも、同様の局面に立たされていると言える。
これに対し、国内の著名人では、堀江貴文氏やイケダハヤト氏もシェアリングエコノミーを支持するコメントを残している。
また、チケットの販売価格の設定は、チケットをもつユーザーが自由に決定できるため、定価と比べて、高騰することが散見される。これに対し、Yahoo!知恵袋などでは、利用者から批判の声が相次ぐ。営利目的のチケット販売は各イベント主催者側で禁止事項となっているため、今後は、プラットフォーマーとして、ユーザー同士の取引の安全性を担保とし、イベント主催団体と協力しながらファンのために最良の市場を再構築する役割を担っていると言える。

## CSR (社会貢献)
2011年以来、Ticketbisはマイクロドネーションシステムを導入している。これを利用し、取引毎に少額（0.75ユーロ）をチャリティに寄付している。
また、2012年はPositive Generationというプロジェクトを発足。国境なき医師団により立ち上げられたこのプロジェクトでは、ジンバブエのHIV患者への医療施設へのアクセスを増やすことを目的としている。Ticketbisはこのプロジェクトに3000ユーロを寄付している。
翌年、ワールド・ビジョンに対してそれまでの倍となる約7000ユーロを寄付している。ヨーロッパと南米のプロジェクトが2つ選ばれた。
2014年も募金額を使い、ワールド・ビジョンとのコラボレーションプロジェクトを継続。さらに3つ目のプロジェクトとなるFillingを開始した。Fillingはフィリピンを襲った平成25年台風第30号のためのチャリティである。